# Església de Nostra Senyora de les Neus (Tortosa)
L'església de Nostra Senyora de les Neus és un temple de Tortosa (Baix Ebre) inclòs a l'Inventari del Patrimoni Arquitectònic de Catalunya.

## Descripció
Es tracta de l'edifici que avui utilitzen com a església les monges del monestir de Santa Clara. Adossat a la banda oest del conjunt, s'hi accedeix pel mateix pati que dona també pas de la porteria i als locutoris. La façana és força senzilla, continuació de la porteria, i amb la porta d'arc apuntat d'entrada com a únic element gòtic; a sobre, una senzilla rosassa circular, i com a acabament una petita espadanya, totes dues modernes. L'interior només conserva de l'estructura original els tres arcs apuntats de pedra que sostenen la coberta i les gruixudes pilastres que els perllonguen fins a terra. Els murs i el sostre són moderns, arrebossats i pintats. Al mur esquerre s'obren tres finestres apuntades amb senzills vitralls de color. La planta és rectangular, amb una fornícula apuntada al mur frontal per exposar-hi el Santíssim Sagrament.

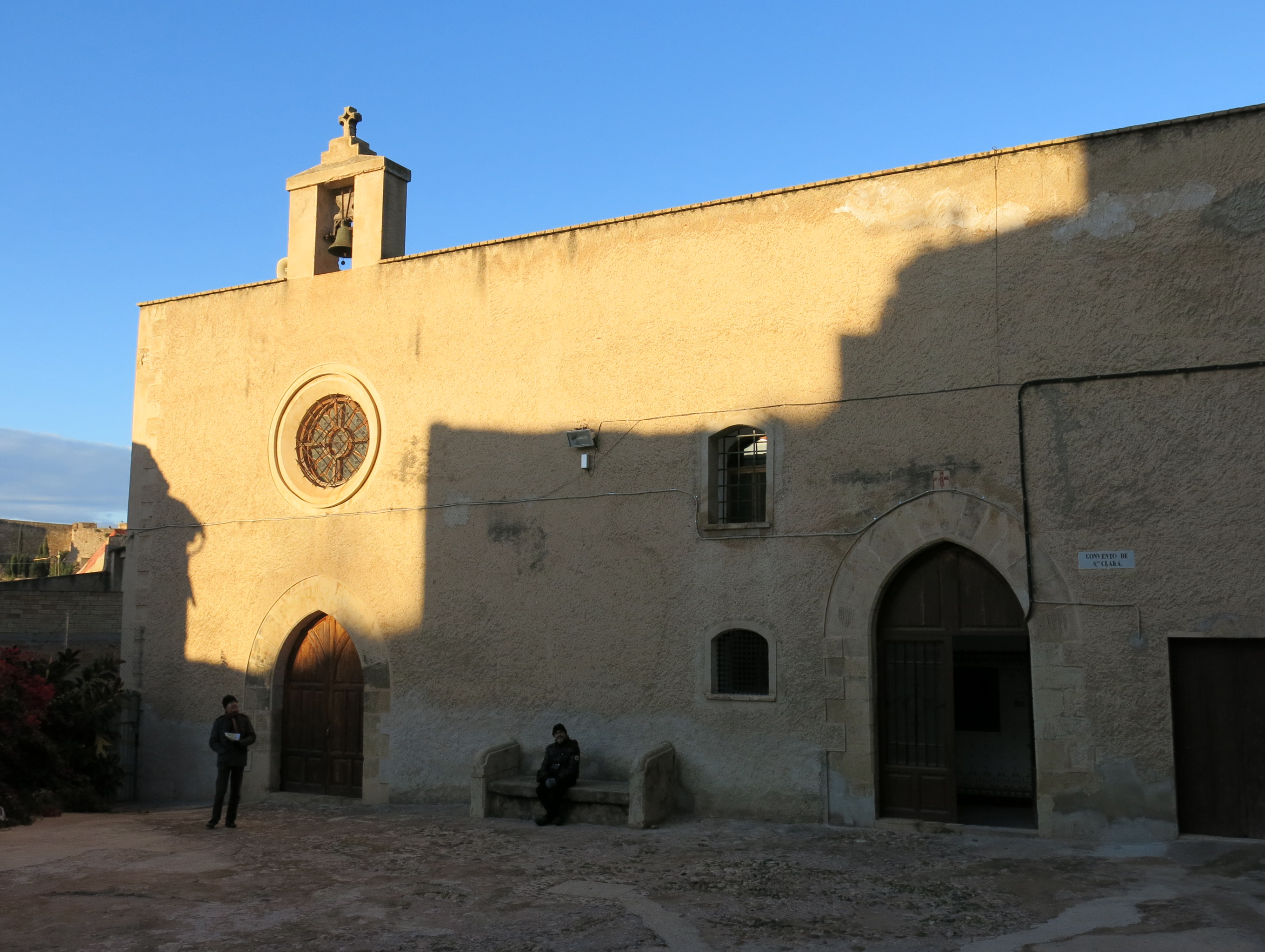
Façana de l'església de les Neus, adossada a la banda oest del convent de Santa Clara

## Història
Al lloc on avui hi ha el convent, existí immediatament després de la reconquesta un establiment del Temple, una església parroquial de dedicada a Sant Miquel. Fou cedit a les monges de Santa Clara al segle xiii, quan aquestes s'hi van traslladar des de Barcelona, i entre aquest segle i el següent sembla que tingué lloc la construcció del convent. A més de l'actual, hi havia al recinte dues esglésies més. Actualment una és mig enrunada –conserva només l'arc de la volta– i l'altra ha estat adaptada com a sector de locutoris. Les notícies respecte a totes tres, però, resten molt confuses. Només sabem que l'actual no s'utilitzava com a església anteriorment a la Guerra Civil. No se sap, però, si la segona de les altres dues esmentades tampoc s'utilitzava o fou adaptada com a tal després del 1939, ni tampoc si aleshores només restava també dempeus la carcassa dels arcs.